# Ivan Mráz
Ivan Mráz (Levoča, República Eslovaca; 24 de mayo de 1941 – Heredia, Costa Rica; 18 de mayo de 2024) fue un futbolista y entrenador de fútbol checoeslovaco que jugó en la posición de delantero.

## Actividad futbolística
Como jugador pasó sucesivamente por cuatro clubes: Slovan Bratislava, Sparta, Dukla y MVV Maastricht. Jugó como delantero. En la liga checoslovaca fue titular en 161 partidos, en los que marcó 55 goles. Jugó 4 partidos con la selección nacional con un saldo de cinco goles, jugó 3 partidos con la selección nacional B, jugó 6 partidos con la selección olímpica y marcó 6 goles, jugó 7 partidos con la selección juvenil y Marcó 4 goles, jugó para la selección juvenil en 4 partidos y marcó 1 gol. Perteneció al equipo de fútbol que obtuvo medallas de plata en los Juegos Olímpicos de 1964 celebrados en Tokio, Japón . Campeón de la Copa de Checoslovaquia 1963/64, finalista 1966/67, ganador 1971/72. Jugó 17 partidos y marcó 12 goles en la Copa de Europa y en la Recopa disputó 5 partidos y marcó 6 goles. Fue el máximo goleador de la Recopa de Europa 1964/65 con 6 goles.

## Carrera

### Club
| Periodo   | Club                   |
| --------- | ---------------------- |
| 1959–1963 | SK Slovan Bratislava   |
| 1963–1965 | Spartak Praha Sokolovo |
| 1966      | Dukla Prague           |
| 1967–1968 | Sparta ČKD Praha       |
| 1969–1970 | MVV Maastricht         |
| 1971-1972 | AC Sparta Prague       |
| 1972      | Dukla Prague           |

### Selección nacional
Jugó para Checoslovaquia en cuatro ocasiones de 1964 a 1965 y anotó cinco goles, ganó la medalla de plata en Tokio 1964.

### Entrenador
| Periodo   | Club             |
| --------- | ---------------- |
| 1974–1975 | AC Sparta Prague |
| 1979–1981 | LD Alajuelense   |
| 1980      | Costa Rica       |
| 1991–1994 | LD Alajuelense   |
| 2010–2012 | UCR FC           |

## Muerte
Mráz murió en el Hospital Saint Paul en Heredia el 18 de mayo de 2024 luego de pelear con la enfermedad de Alzheimer.

## Logros

### Jugador
- Primera Liga de Checoslovaquia (1): 1965
- Copa de Checoslovaquia (3): 1962, 1963, 1964

### Entrenador
- Primera División de Costa Rica (1): 1981